# Петрињано дел Лаго
Петрињано дел Лаго је насеље у Италији у округу Перуђа, региону Умбрија.
Према процени из 2011. у насељу је живело 3452 становника. Насеље се налази на надморској висини од 337 м.